# Het Zinneke
Het Zinneke, aussi appelée Zinneke-Pis, est une sculpture en bronze de Tom Frantzen qui représente un chien en train d'uriner contre un potelet. Installée depuis 1999 à l'angle de la rue des Chartreux et de la rue du Vieux-Marché Grains à Bruxelles, elle a été commandée par le comité de quartier des Chartreux pour attirer les touristes et créée dans l'esprit de la zwanze.
En 2010, un second exemplaire du Zinneke a été installé digue de mer à Neufchâtel-Hardelot (France).

## Description
Cette « sculpture de rue » parfaitement intégrée aux éléments présents, les pavés du trottoir où elle est scellée et la borne sur laquelle le chien lève la patte, est un clin d’œil au Manneken-Pis, en place depuis 1619, et son pendant féminin la Jeanneke-Pis, installée en 1987.
En dialecte bruxellois, Zinneke désigne, à la fois, la petite Senne, la rivière qui contournait Bruxelles, et un chien bâtard.

## Histoire
Le 1er août 2015, il a été percuté par un véhicule. Pendant sa restauration chez son sculpteur, une affiche explicative est présente sur le lieu où il se trouvait.
Le 24 septembre 2015, après une cure de jouvence dans les ateliers de Tom Frantzen, le Zinneke a retrouvé son coin de rue et son poteau.